# Синод в Картаген (251)
Първият Синод в Картаген е църковно събиране през май 251 г. Той се занимава преди всичко с въпроса за отношението с така наречените лапси (лат. Lapsi, „отпадналите“).
При император Деций около 249/250 г. започва нова вълна на преследване на християните.
Едиктът от 250 г. изисква от гражданите даване на жертвоприношение към боговете. Това води до масово отпадане на християни от вярата, също и в Картаген, който тогава е към църковните метрополии. Епископ Киприан бяга по време на преследването в изгнание и през март 251 г. се връща отново обратно в града.
След края на християнското преследване много от отпадналите християни са искали отново да влязат в църковната общност. Възникнал въпросът дали и ако, как да се покаят възвращенците.
Синодът се събира вероятно в началото на април в Картаген. Присъстват епископи, свещеници и дякони и вярващи от околността. Разрешава се връщането в църквата на бившите епископи.
Въпросът за лапсите занимава и следващите Картагенски синоди от 252, 253 и 254 г.